# На паруснике
«На паруснике» (нем. Auf dem Segler) — картина, относящаяся к романтическому направлению в живописи, написанная немецким художником Каспаром Давидом Фридрихом в период с 1818 по 1820 год. Произведение представляет собой изображение влюбленной пары, сидящих на носу небольшого парусного корабля, вероятнее всего прогулочной яхты. На дальнем плане вдоль линии горизонта видны очертания шпилей зданий города.

## История создания
Картина была написана Фридрихом сразу после возвращения из свадебного путешествия в 1818 году на остров Рюген. Она является уникальным для художника случаем отображения в его живописи конкретного жизненного события; как отмечает заведующий сектором живописи XIX–XX веков и скульптуры Отдела западноевропейского изобразительного искусства Государственного Эрмитажа Б. И. Асварищ «В фигурах, сидящих на носу лодки, принято видеть своеобразный романтизированный портрет Фридриха с женой». Также Асварищ отмечает что картина была исполнена не только по зарисовкам путешествия 1818 года, но и с использованием рисунков сделанных в более ранние годы. Так, например, впервые идея композиции проявилась в зарисовке из путевого альбома путешествия 1806 года в Грейфсвальд (сам альбом находится в Национальной галерее в Осло).

## Цитаты
Перед картиной «На паруснике» каждый невольно делается участником изображённой сцены: палуба срезана рамой так, чтобы зритель чувствовал себя плывущим на одном корабле с героями. Эффект присутствия усиливается лёгким креном мачты, который создаёт живое впечатление морской качки.

## Символизм картины
На символическом языке художника корабль мог означать, в зависимости от контекста, жизнь или смерть. В этой картине, с парусами, которые раздувает ветер, он выступает как символ жизни: изображение ярко освещенного города на дальнем плане призвано напомнить нам о загробной жизни, которая ожидает персонажей картины в будущем. Согласно другой версии, эти очертания города символизируют радость возвращения в родные места.
Видимо, Фридрих специально уменьшил размеры фигур, чтобы подчеркнуть их ничтожность на фоне кажущейся огромной мачты, устремленной в небо и не имеющей завершения. Эта мачта — символ бесконечной веры человека в Бога. Наполненные ветром паруса убеждают зрителя, что корабль плывет с большой скоростью, а это, в свою очередь наводит на мысль о скоротечности жизни. Фигуры персонажей развернуты влево, в то время как такелаж корабля — вправо: у зрителя создается впечатление, что он тоже находится на корабле и даже ощущает движение по волнам. Это ритмичное покачивание подчеркивается приподнятым над линией горизонта носом корабля, а также направлением взгляда сидящих на нем людей.
Американский историк искусства Роберт Розенблюм проводит сравнение с Эдуардом Мане. Картину Мане «В лодке» 1874 года он считает аналогом картины Фридриха, если рассматривать ее с точки зрения объективного описания. «В обеих картинах мы становимся неожиданными наблюдателями сцены из частной жизни». У Мане это случайный момент из жизни двух людей, отправляющихся на экскурсию, а у Фридриха это аллегорическая сцена, «которая заставляет задуматься о жизненных циклах, о несбывшихся мечтах и путешествиях за пределы этого мира. Это необычное путешествие, потому что оно навсегда объединяет две души». Розенблюм упоминает, что летом 1818 года Фридрих с женой отправились из Грайфсвальда на остров Рюген, эффектные мотивы которого часто изображал живописец.

## Провенанс

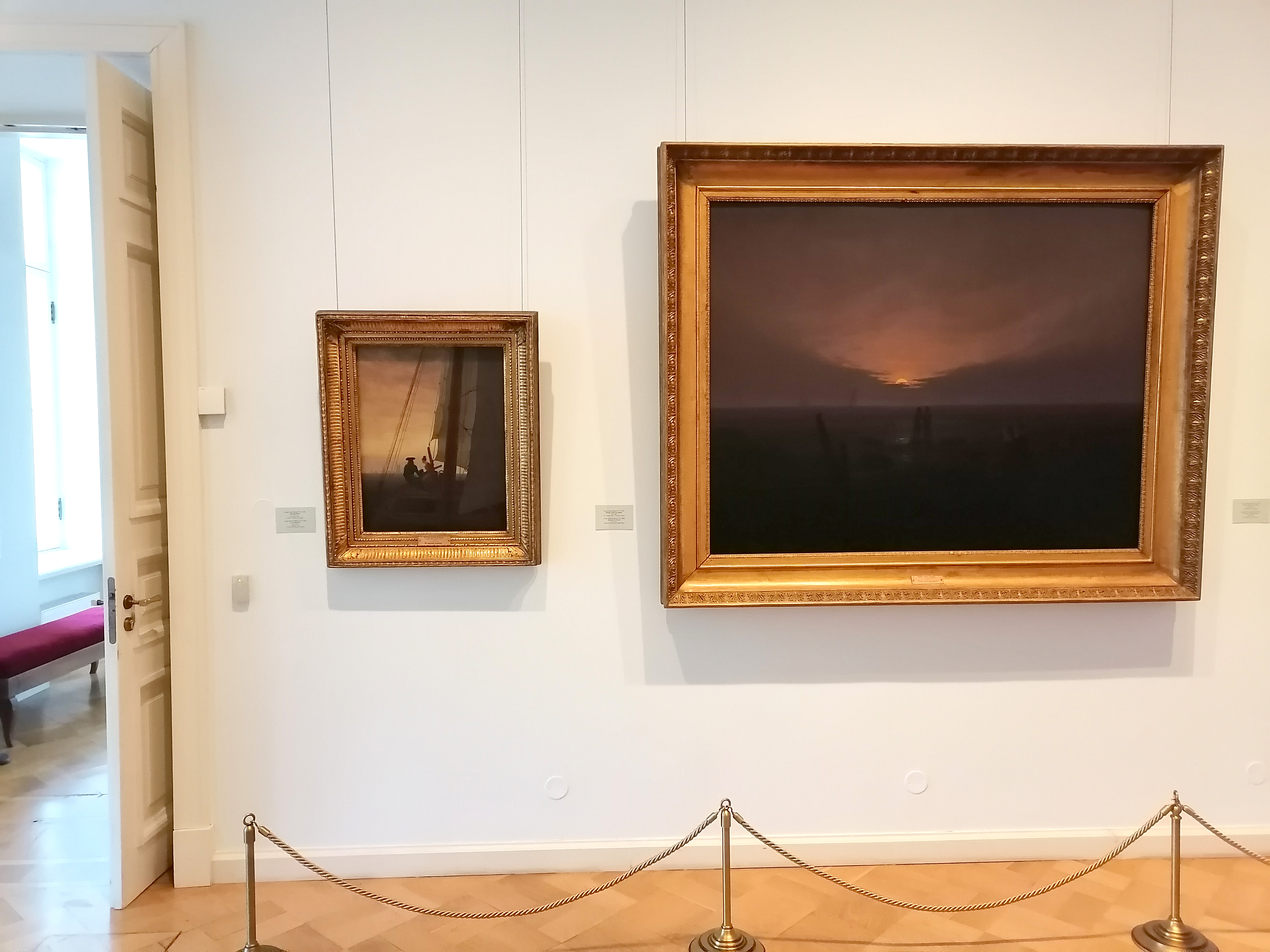
Картина в зале 352 здания Главного штаба
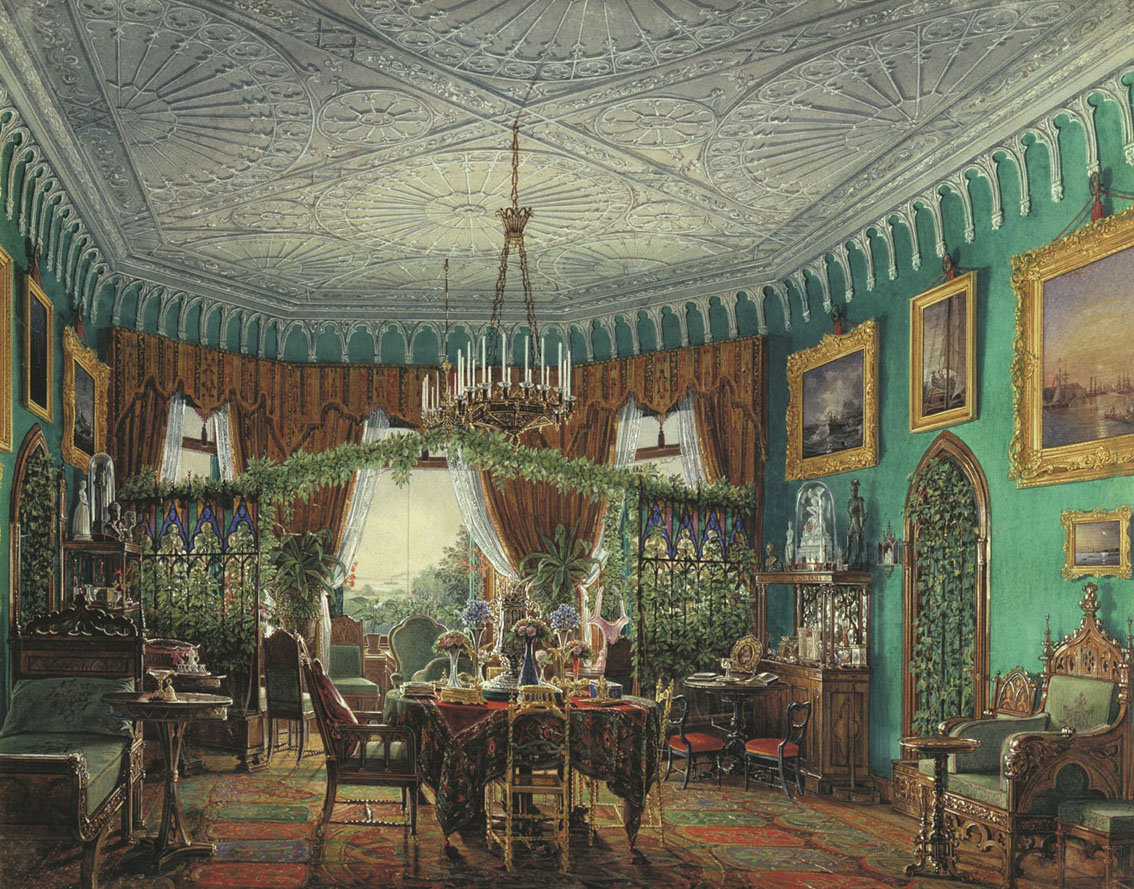
Э. П. Гау. Гостиная Коттеджа. Бумага, акварель. 1861. Картина Фридриха «На паруснике» видна справа посередине.

Картина была приобретена великим князем Николаем Павловичем (будущим императором Николаем I) в 1820 году при посещении мастерской Фридриха в Дрездене; по прибытии в Россию она была помещена в Коттедж в Александрии (Петергоф). Во время Великой Отечественной войны была эвакуирована, а по окончании войны оказалась в Центральном хранилище музейных фондов города Павловска, откуда в 1945 году была передана в Государственный Эрмитаж; с конца 2014 года выставляется в здании Главного Штаба в зале Фридриха (зал №352).